# Microfyl

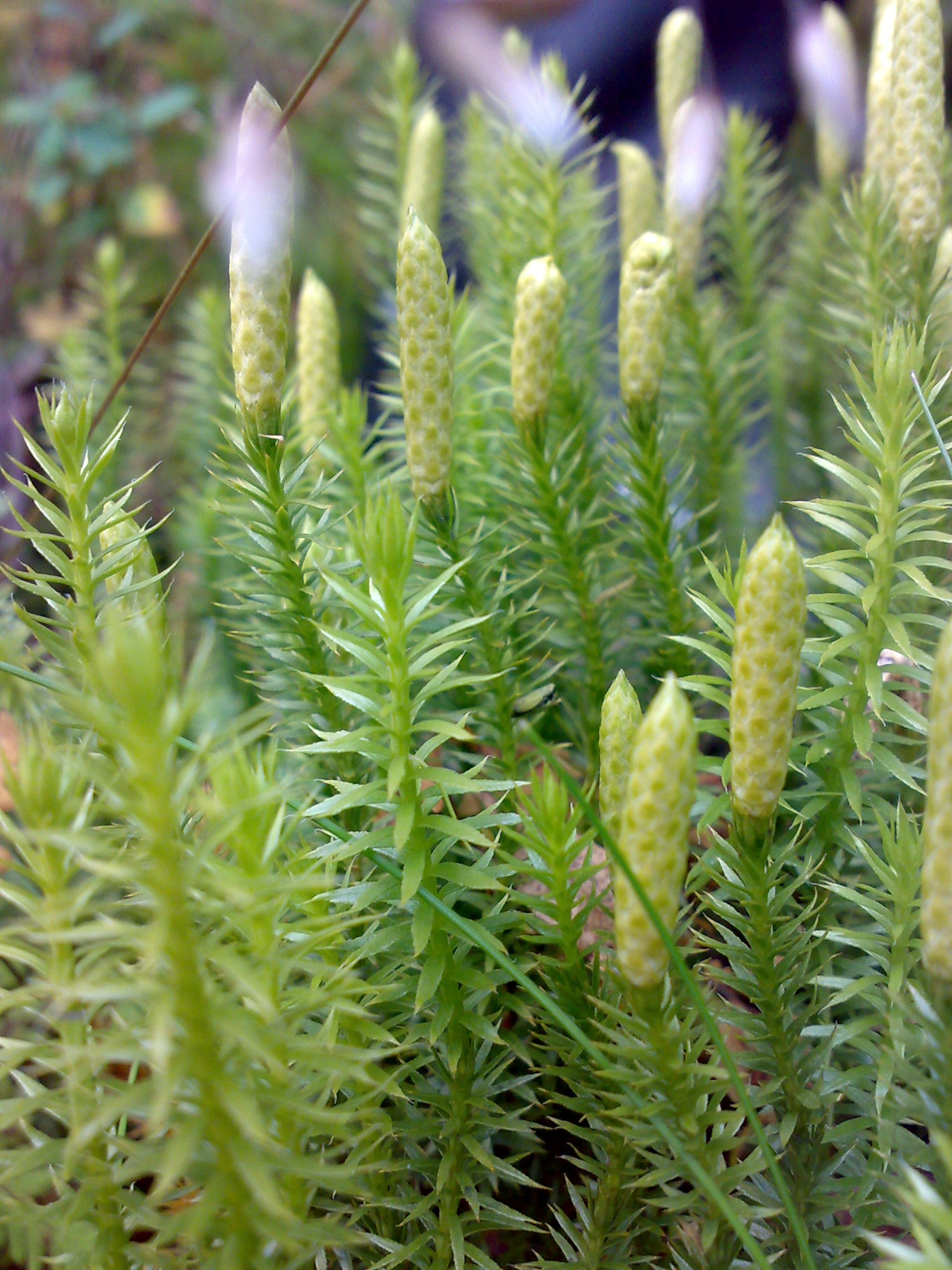
Stekende wolfsklauw, bebladerde stengels met sporenaren.

Een microfyllen zijn bladachtige structuren bij Lycopodiopsida en verwanten. 
Microfyllen zijn in de evolutie ontstaan uit uitgroeisels van de stengel, die later zijn voorzien zijn van vaatbundels. De nerven van microfyllen zijn niet vertakt. Microfyllen kunnen tot enkele tientallen cm lang worden. De steles vertonen op de plaats waar de microfyllen aftakken geen opening of venster.
Macrofyllen zijn volgens de teloomtheorie te zien als afgeleid van vergroeide, en afgeplatte assenstelsels (stengels). De vaatbundels van de stengels, de steles of centrale cilinders, vertonen op de plaats waar de macrofyllen aftakken een opening of venster. Macrofyllen zijn dus bladen met vertakte nerven.

## Teloomtheorie en enaties
Microfyllen staan tegenover macrofyllen, die waarschijnlijk in de evolutie zijn ontstaan uit assenstelsels. De evolutie van bladeren van vaatplanten wordt voor een deel verklaard met de teloomtheorie. Uitgaande van een ruimtelijk opgebouwd dichotoom vertakt assenstelsel (van het type zoals Rhynia) kan men zich het ontstaan van de bladeren voorstellen door de elementaire processen van planatie en vegroeiing ("webbing"). Een dichotome vertakking van de nerven van het blad ziet men bij de Japanse notenboom. Meestal zijn de nerven ongelijk sterk ontwikkeld (primair proces: "overtopping") en weer met elkaar vergroeid ("syngenese"), zodat de oorspronkelijk dichotome structuur niet meer duidelijk is. De teloomtheorie lijkt vooral toepasbaar bij de varens en zaadvarens.
Bij de Lycopodiopsida lijkt de teloomtheorie de bouw van de bladeren (macrofyllen) niet te kunnen verklaren. De bladeren hebben slechts een nerf, en de aftakking van de centrale vaatbundel van de stengel (stele, centrale cilinder) vindt op een andere manier plaats. Een mogelijke verklaring van de microfyllen is "enatie", zoals bij Asteroxylon: een uitgroeiing van de stengel, waarin zich later een vaatbundeltje heeft gevormd. Microfyllen zijn vaak klein maar bij sommige fossiele groepen waren ze zeer lang. Als er zich sporangia bevinden op een microfyl spreekt men van een stegofyl.